# 維吉妮亞·德·麥地奇
維吉妮亞·德·麥地奇（義大利語：Virginia de' Medici，1568年5月29日—1615年1月15日），摩德納公爵夫人，科西莫一世的女兒。

## 家庭
1586年，維吉妮亞和切薩雷·埃斯特結婚，兩人共有3子2女：
1. 蘿拉（義大利語：Laura d'Este）（1590年—1630年）
2. 阿方索（1591年—1644年）
3. 路易吉（義大利語：Luigi I d'Este）（1594年—1664年）
4. 艾蕾諾拉（義大利語：Eleonora d'Este (1595-1661)）（1595年—1661年）
5. 波索（義大利語：Borso d'Este (1605-1657)）（1605年—1657年）